# سيمون موراي (لاعب كريكت)
سيمون موراي (7 ديسمبر 1963 - ) (بالإنجليزية: Simon Murray)‏ هو لاعب كريكت بريطاني.